# Проти течії
В минулому Українаїнський музичний рок-гурт, а на даний момент "Рама Вішес/Проти Течії: офіційна сторінка" - сольний проєкт його засновника, лідера, ідеолога, автора музики й слів Дмитра Кольчика (Рама Вішес), створений 11 грудня 2011 року у м. Знам'янка Кіровоградської області. Теперішнє місце дислокації: м. Кропивницький.

## Історія
Гурт, окрім сольних концертів, брав участь у багатьох всеукраїнських та міжнародних фестивалях: «Червона Рута», «Рок-булава», «Самар-Дніпро-Фест», «Холодний Яр», «Ше.Fest», «Пісні народжені в АТО», «Важка ділянка VIII», «Зашків-Фест», «Сяйво-Фест» та багато інших. Також дуже багато акустичних виступів за участі лідера гурту Дмитра Кольчика (Рама Вішес), як сольних, так і присвячених допомозі хворим дітям, сиротам, збору коштів та підняття бойового духу воїнам АТО та воїнам повномасштабної російсько-української війни на передовій і в мирних містах України.
На даний час проєкт має чотири повноформатних альбоми: "У пеклі боротьби" (2017), "Шляхом вітру і вогню" (2019), "Шаман-рок" (2021), "Червоне й чорне" (2024), а ще багато синглів, декілька ЕР і сольних робіт лідера проєкту.
Альбом «У пеклі боротьби» вийшов під гаслом «Шабля, воля, рок-н-рол!» Він присвячується боротьбі Українського народу за волю та незалежність, починаючи з часів Русі і закінчуючи сьогоденням.
Альбом «Шляхом віру і вогню» має гасло «Всім, хто по життю — вітер, по суті — вогонь, по релігії — Rock!» Ця платівка — це паралель, між здобуттям свободи нашими предками у запеклих боях і здобуттям її рок-музикантами, а саме: словом, музикою, ідеєю…
Третя платівка має назву "Шаман-рок", у ній музикант постає, як волхв, шаман, провідник між потойбіччям і світом людей. В цьому альбомі все, що пов'язано з магією, містикою, потойбіччям, раєм, пеклом, природою, стихіями та людиною. Це відгук древності у непролазних дрімучих лісах сучасного світу, де гурт змішав та приготував чарівне рок-н-рольне зілля з різних жанрів музики і назвав його "Шаман-рок". Піснею "Прапор у крові" проєкт долучився до акції "Так працює пам'ять", присвяченої пам'яті Данила Дідіка та всім, хто віддав життя за незалежність України.
Четверта платівка називається "Червоне й чорне" - її гасло: "Червоне - це любов, А чорне - це журба. Червоне - наша кров, А чорне - це земля." Також поєднання цих кольорів є зовнішнім відображенням сенсу текстів і музики проєкту, що відображається в одязі, обкладинках тощо. Сенс можна зрозуміти послухавши заглавну пісню даної платівки "Червоне й чорне".

## Склад
- Дмитро Кольчик (Рама Вішес) — лідер, гітара, бас-гітара, вокал, бек-вокал, автор слів та музики.
- Костянтин Мірошніченко — звукозапис, зведення.

## Дискографія[1][2]

### Альбоми
- 2017- "У пеклі боротьби"
- 2019 - "Шляхом вітру і вогню" [3]
- 2021 - "Шаман-рок" [4]
- 2024 - "Червоне й чорне"

### ЕР
- 2018- "Воля або смерть"
- 2020- "У пеклі й в раю"

### Сингли
- 2017 — «Вже позаду Січ»
- 2020 — «У місячному мареві»
- 2020 — "Герої також плачуть "[5]
- 2021 — "Прапор у крові"

### Кліпи
- 2020 - "Герої також плачуть" [6][7][8]
- 2021 - "Монотонність доріг" [9][10][11]

## Філософія гурту
Життя – це бурхлива річка, яка несеться згори до низу, піднімаючи з дна мул та каміння. Людина на певному етапі свого життя сідає в човен на середині цієї річки та обирає сама, куди їй пливти, - вверх до сонця чи вниз до пекельного вогню.
«Проти Течії» пливти дуже тяжко, і більшість складають весла не витримуючи навантаження. Мул та каміння – це стереотипи, які нав'язало собі саме людство у розвитку цивілізації. Рама Вішес намагається перепливти ці нав'язливі суспільством стереотипи, щоб розфарбувати цю сіру буденність прагненням пізнати іншу сторону реальності. Цей шлях не легкий, але він все одно пливе, не зраджуючи своїм принципам, в надії, що він не самотній, запрошуючи всіх охочих у свій човен.